# Den Svenska Almanackan
Den Svenska Almanackan är en årligen utkommande kalender med dagliga uppgifter om uppgång och nedgång, läge på himlen och förmörkelser för sol, måne, och de synliga planeterna. Uppgifterna ges för sex olika orter i Sverige, med omräkningshjälp till alla platser i landet. Kalendern innehåller även astronomiska fakta och tabeller för planeter, kometer, stjärnor och galaxer, samt kartor över stjärnhimlen med stjärnbilder vid olika tider på året. Dessutom återfinnes artiklar och tabeller om tideräkning samt meteorologiska fakta. Kalendern är på omkring 160 sidor och utges av Almanacksförlaget.
2009 års upplaga sades bli den sista; sedan skulle publikationen läggas ner av lönsamhetsskäl.
Dock har utgivningen fortsatt för åren 2010-2024.
Enligt försäljningschefen på Almanacksförlaget finns inga planer på att lägga ner "Den Svenska Almanackan".